# Centrale nucleare di Berkeley
La Centrale Nucleare di Berkeley, situata a Gloucestershire, in Inghilterra,è un impianto di produzione elettrica situata presso Berkeley. L'impianto è composto da due reattori Magnox da 276MW di potenza netta, chiusi alla fine degli anni 1990. è stata uno dei primi reattori nucleari al mondo. La sua storia è notevole per essere stata una delle prime installazioni di ricerca nucleare, ed è spesso considerata come una pietra miliare nello sviluppo della tecnologia nucleare. 
Data di Avvio: La Centrale Nucleare di Berkeley fu aperta nel 1962 come parte del programma nucleare del Regno Unito. È stata gestita dal laboratorio di ricerca dell'Autorità per l'energia atomica britannica (AEA).    Tipo di Reattore: La centrale ospitava il reattore di ricerca a grafite naturale (GCR), noto come il "reattore di Berkeley". Questo reattore utilizzava la grafite come moderatore e il diossido di uranio come combustibile nucleare.    Scopo: La principale finalità del reattore di Berkeley era condurre ricerche scientifiche e sperimentazioni nei campi della fisica nucleare, della medicina nucleare e delle scienze dei materiali.    Produzione di Energia: Nonostante fosse un reattore nucleare, la Centrale Nucleare di Berkeley non aveva lo scopo di produrre energia elettrica su larga scala, ma piuttosto di alimentare le sperimentazioni scientifiche.    Chiusura e Disattivazione: La Centrale Nucleare di Berkeley fu chiusa nel 1982 in seguito a restrizioni di bilancio e preoccupazioni sulla sicurezza nucleare. Il reattore fu poi disattivato e il sito sottoposto a un processo di decontaminazione e smantellamento.    Eredità Scientifica: Nonostante la chiusura della centrale, la sua eredità scientifica è stata significativa. Le ricerche condotte presso la Centrale Nucleare di Berkeley hanno contribuito all'avanzamento della conoscenza nel campo della fisica nucleare e di altre discipline.    Sito Storico: Oggi il sito della Centrale Nucleare di Berkeley è considerato un sito storico ed è aperto al pubblico come museo, offrendo visite guidate per coloro che sono interessati alla storia della tecnologia nucleare nel Regno Unito. La Centrale Nucleare di Berkeley rappresenta un importante capitolo nella storia della ricerca nucleare britannica e nella storia dell'energia nucleare in generale. La sua chiusura ha segnato un cambiamento nei programmi nucleari britannici, ma il suo impatto scientifico e storico continua a essere studiato e apprezzato.